# Josh Davis (cestista)
Joshua Warren Davis, detto Josh (Salem, 10 agosto 1980), è un ex cestista statunitense, professionista nella NBA, in Europa e in Sudamerica.

## Palmarès
- CBA Most Valuable Player (2004)
- CBA Newcomer of the Year (2004)
- All-CBA First Team (2004)
- CBA All-Rookie First Team (2004)
- Campione NBDL (2009)
- All-NBDL Second Team (2009)